# هادیجیا

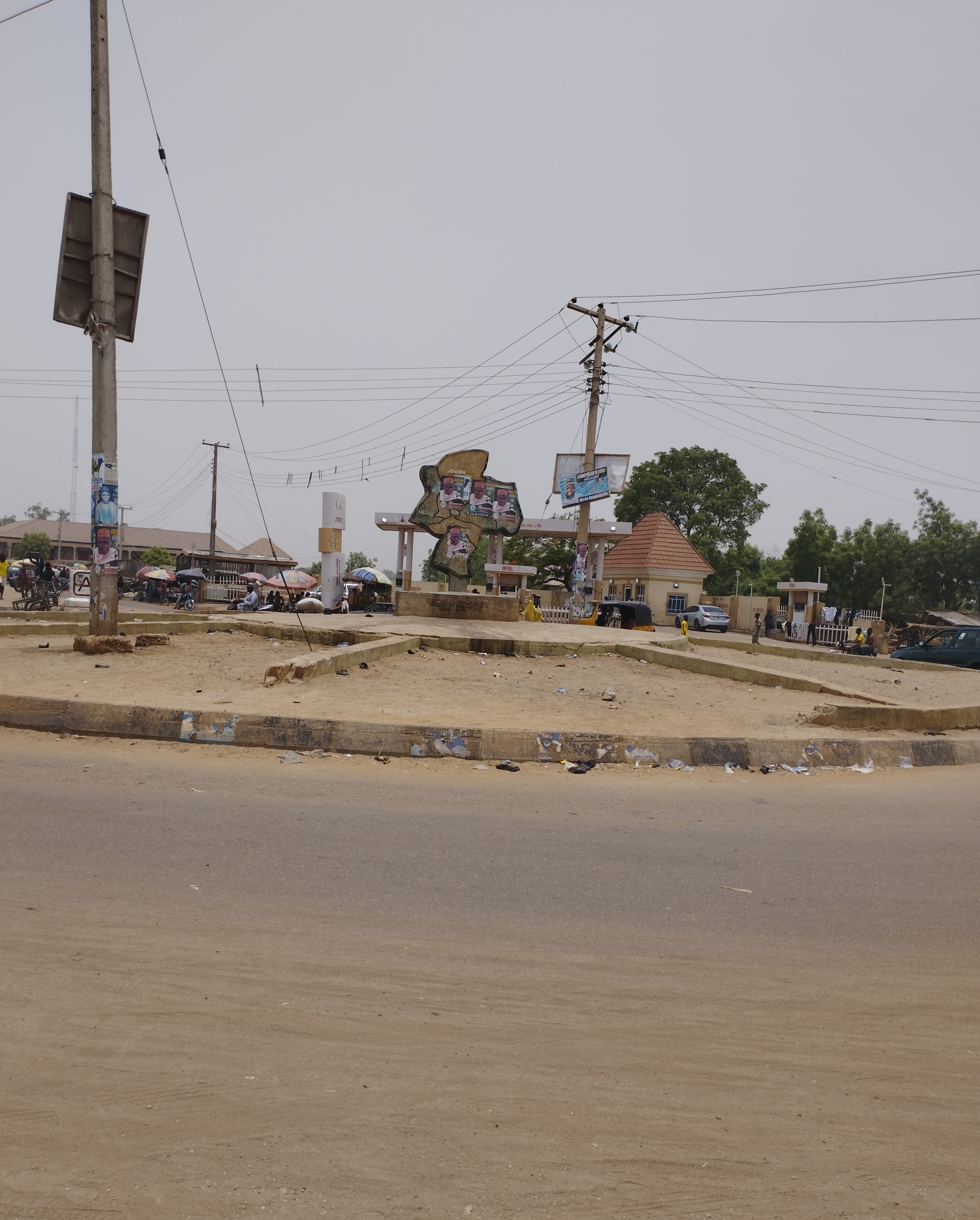
هادیجیا

هادیجیا (به لاتین: Hadejia) یک منطقهٔ مسکونی در نیجریه است که در ایالت جیگاوا واقع شده‌است.